# Кастел ди Сангро
Кастел ди Сангро (итал. Castel di Sangro) је насеље у Италији у округу Л'Аквила, региону Абруцо.
Према процени из 2011. у насељу је живело 5891 становника. Насеље се налази на надморској висини од 814 м.

## Становништво
| 1931. | 1936. | 1951. | 1961. | 1971. | 1981. | 1991. | 2001. | 2011. |
| ----- | ----- | ----- | ----- | ----- | ----- | ----- | ----- | ----- |
| 5.249 | 5.225 | 5.428 | 5.108 | 5.050 | 5.198 | 5.475 | 5.626 | 5.985 |